# Abbaye de Moutier-Grandval
Pour les articles homonymes, voir Abbaye de Moutier.
L'abbaye de Moutier-Grandval (Münster-Granfelden en allemand), fondée par saint Germain de Trêves en 640, est une ancienne abbaye catholique romaine. Elle se situe dans l'actuelle ville de Moutier, dans le canton de Berne, en Suisse.

## Histoire
Ce monastère, comme bien d’autres, naît dans l’élan impulsé par les moines venus d’Irlande, parmi lesquels le plus célèbre, Colomban, fonde celui de Luxeuil vers 590. Sous leur influence, près de cinquante monastères voient le jour, dont Moutier-Grandval, ainsi que, probablement, ceux de Saint-Ursanne et de Saint-Imier.

### Fondation de l'abbaye
Au VIIe siècle, le duché d'Alsace s'étendait au sud jusqu'au col de Pierre-Pertuis. Dans l'intention de rouvrir cette route déjà fréquentée à l'époque romaine, le duc Gondoin offre, vers 640, des terres à défricher dans la vallée de la Birse à Walbert, abbé du monastère colombanien de Luxeuil. Ce dernier y fonde une abbaye, sur le site actuel de la ville de Moutier, qu'il place sous l'autorité du moine Germain de Trêves,. Ce choix repose sur plusieurs motivations : religieuses, les vastes forêts jurassiennes offrant un cadre propice à l’ascétisme ; stratégiques, afin de renforcer l’influence de la maison d’Alsace dans cette région peu peuplée, susceptible d’être attirée par la Bourgogne ; et économiques, grâce aux perspectives offertes par l’exploitation du minerai de fer présent dans ces vallées.
Les défrichements sont dirigés par Fridoald, un des derniers survivants ayant connu Colomban qui avait fondé l'ordre colombanien. Germain de Trêves y fait construire une église dédiée à Saint-Pierre, ainsi que le monastère et ses dépendances à proximité. Il aménage largement le passage de la vallée et établit une liaison directe entre le nord et le sud, reliant ainsi les vallées de Delémont et de Tavannes par les gorges de Moutier (de) et de Court.
Le successeur de Gondoin, le duc Etichon-Adalric d'Alsace, tente d'affermir son pouvoir sur les populations du Jura, mais une révolte s'organise. C'est dans ce contexte que Germain de Trêves et le moine Randoald (en), se rendent vers le duc, à la basilique Saint-Maurice de Courtételle, pour lui demander de ménager la population. Cependant, à leur retour, ils sont tués par des soldats dans les plaines de la Communance, le 21 février 675. Leurs confrères emportent leurs dépouilles, après une veillée à l’église de Saint-Ursanne, jusqu’à l'église Saint-Pierre de Moutier pour les ensevelir. Dès lors, tous deux sont vénérés comme saints patrons depuis 849.
À sa fondation, l'abbaye de Moutier-Grandval, d'abord dédiée à Notre-Dame, fait vraisemblablement partie du diocèse de Strasbourg. Elle est ensuite soumise au diocèse de Bâle vers 740 et devient une abbaye royale après la disparition du duché d'Alsace cinq ans plus tard. Au fil du temps, nobles et grands seigneurs font donation de terres ou accordent des privilèges à l'abbaye. Carloman Ier, confirme en 769 l'immunité accordée par ses prédécesseurs et la faveur royale du monastère. Ce privilège dispense les terres de l'abbaye des impôts et des charges publiques et permet d'affecter ses revenus à l'entretien des frères. Cette même année, une seconde église est fondée dédiée à la Vierge, puis à saint Germain dès 866.
L'empereur Lothaire Ier prend Moutier-Grandval sous sa protection en 849 et l'offre au comte d'Alsace Liutfrid. Le monastère, augmente alors ses possessions, tout en restant dans le giron alsacien et sous le contrôle des souverains carolingiens puis bourguignons. Le 19 mars 866, Lothaire II lui garantit ses possessions. Le 20 septembre 884, l’empereur Charles III le Gros confirme les biens, droits, revenus et dîmes de l’abbaye, qui s’étendent jusqu’en Alsace. Comme elle menaçait de tomber aux mains de laïcs, sous le règne de Liutfrid III (es), le roi de Bourgogne Conrad se la fait adjuger par l'empereur Otton Ier en 967.
En 999, à la veille de l'an 1000, hanté par l'idée de la fin du monde et du jugement dernier, Rodolphe III de Bourgogne, au mépris de l'immunité reconnue par les souverains carolingiens et mérovingiens, donne « l'abbaye de Sainte Marie et de Saint Germain que l'on nomme Granval » à Adalbéron II, évêque de Bâle, consacrant ainsi son pouvoir temporel. Cette donation est à l'origine de la future principauté épiscopale de Bâle.

### Chapitre collégial
Entre 1050 et 1100, les moines détruisent l'église Saint-Germain et le monastère. Une nouvelle collégiale Saint-Germain est construite dans les hauteurs de Moutier. Peut-être cherchaient-ils à s'éloigner des risques liés à la Birse et à son humidité.
À ses débuts, le monastère, devenu abbaye de Moutier-Grandval, est une communauté isolée et fermée de frères, des moines vivant selon la règle strictes colombanienne et se consacrant à la prière. Au tout début du XIe siècle, et au plus tard en 1115 ou 1120, la communauté se transforme en un collège, appelé chapitre, marquant ainsi la naissance du chapitre de Moutier-Grandval sous l’influence des bénédictins. Ses membres, des prêtres consacrés (chanoines), sont rattachés à une église (la collégiale) et à une paroisse dont ils ont la charge. Ils se consacrent principalement à la liturgie et au chant de l’office divin, tout en assurant un ministère pastoral. Contrairement aux moines, ils ne vivent plus en communauté et possèdent des biens à titre personnel. Le chapitre est dirigé par un prévôt, assisté d’un archidiacre, d’un custode (trésorier) et d’un chantre (chef de chœur).
Tout au début, après la sécularisation de l’abbaye, le chapitre entretient de bonnes relations avec l’Église de Bâle. Le premier prévôt, Siginand, également fondateur en 1136 de l'abbaye prémontrée de Bellelay,est d’ailleurs un proche de la cour épiscopale. Cependant, dès 1179, une bulle du pape Alexandre III confirme au chapitre des droits spécifiques et exclusifs sur ses biens et ses hommes, dans des limites géographiques correspondant à celles de la prévôté. Cette bulle constitue un revers important pour l’Église de Bâle, qui perd certains de ses droits sur le chapitre, notamment l’élection des chanoines et des prévôts. Cependant, les liens personnels avec le chapitre cathédral de Bâle deviennent de plus en plus étroits. Berthold de Ferrette, Henri de Neuchâtel et Lüthold de Rötteln sont prévôts de Moutier-Grandval avant de revêtir la dignité épiscopale.
En 1295, un échange de divers biens et droits entre le chapitre de Moutier-Grandval et l’évêque de Bâle, Pierre Reich de Reichenstein, réduit encore l’influence de l’évêque sur le chapitre. Durant le XVe siècle, la souveraineté épiscopale sur le chapitre s’affirme progressivement. Toutefois, ses limites exactes restent floues, et le chapitre continue de jouir de larges prérogatives, notamment en matière de droits seigneuriaux, de justice, de nomination des maires et du serment de fidélité des habitants de la prévôté. Le chapitre signe des traités de combourgeoisie avec Soleure en 1404 et avec Bâle en 1407. Le 9 février 1430, un acte de l’évêque Jean de Fleckenstein accorde aux bourgeois de la prévôté, en reconnaissance de leur aide pour le remboursement de ses dettes, des droits.
Dès le milieu du XVe siècle, les tensions entre l’Église de Bâle et le chapitre de Moutier-Grandval s’intensifient. Le premier conflit éclate en 1442 entre le prévôt Jean de Fleckenstein (parent de l’évêque du même nom) et l’évêque Frédéric zu Rhein. L’arbitrage, mené notamment par deux représentants de Soleure, confirme la prééminence de l’évêque dans les domaines de la pêche et de la chasse. De plus, le texte le désigne comme le « seigneur » du chapitre, tant sur le plan spirituel que temporel.
Les prévôts tentent de réagir, mais un nouvel acteur entre en scène : Berne. À la mort du prévôt Henri d'Ampringen en 1484, une grave crise éclate, cinq candidats se disputant sa succession. Le chapitre choisit le Lucernois Jean Pfyffer, qui prête serment le 24 septembre 1484. Il bénéficie du soutien de son canton et de l’évêque, qui, après avoir soutenu un autre candidat, finit par se rallier à lui. Toutefois, Berne soutient un autre prétendant, Jean Meyer, curé de Büren. Ce dernier, appuyé par son canton, prend de force la maison du chapitre à Moutier avec une centaine d’hommes. Une troupe venue de Delémont parvient à neutraliser cette attaque, mais Berne exploite l’incident pour occuper la prévôté et imposer Jean Meyer comme prévôt en 1486. Cet événement permet à Berne d’affermir son influence sur l’évêché, notamment grâce à un traité de combourgeoisie conclu avec le chapitre et la prévôté de Moutier-Grandval.

Bien que l’Église de Bâle regagne du terrain à la fin du XVe siècle, Berne conserve son rôle de protecteur de Moutier-Grandval, un statut qui s’avère déterminant lors de la Réforme protestante, que Bâle ne parvient pas à empêcher dans la prévôté. En 1492, quatre cinquièmes des gens de la prévôté embrassent la foi nouvelle prônée par les Bernois.

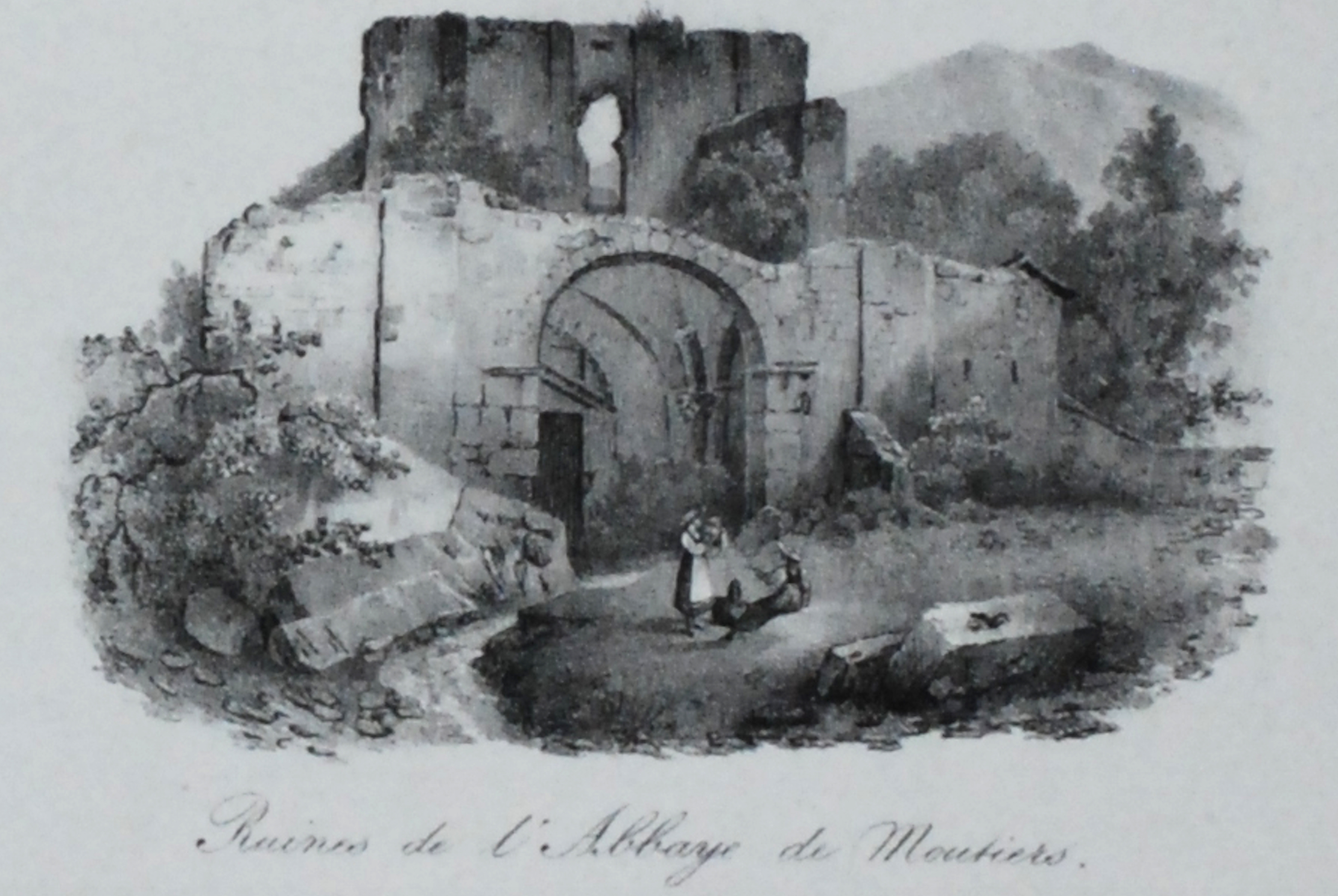
Ruines de l'abbaye de collégiale Saint-Germain vers 1830 par E. Käppelin.

En 1530, Berne envoie le réformateur Guillaume Farel, qui est généralement bien accueilli. Les chanoines quittent Moutier-Grandval en 1534 et trouvent refuge d’abord à Soleure, puis à Delémont où ils s’installent définitivement en 1571. À partir de cette époque, le bandelier, élu par le plaid (assemblée réunissant tous les hommes de 16 à 60 ans en présence d’un représentant du prince-évêque), remplace le prévôt à la tête de la seigneurie. En 1792, l’invasion française chasse les chanoines de Delémont. Ils se replient d’abord à Moutier, puis à Soleure, avant de se disperser définitivement en 1798 à l’arrivée des Français dans cette ville. Le chapitre est finalement supprimé en droit par le concordat de 1801 entre Bonaparte et le pape Pie VII en 1802.

## Bâtiments

### Église Saint-Pierre
Il s’agit de la première église de fondation colombanienne, placée sous le patronage de Saint-Pierre. De plan rectangulaire et possédant une abside à l'est, elle est située à la Rue Centrale, au niveau de l'ancien Hôtel du Cerf (47° 16′ 46″ N, 7° 22′ 20″ E
). Le bâtiment mesure 19 m par 9 m; ses murs ont une épaisseur de 0,8 m.
Selon l'historien Auguste Quiquerez, il s'agit de la première église fondée à Moutier en 640 par Germain de Trêves. Elle est l'église primitive du monastère de Moutier-Grandval. C’est dans cette église que les corps de saint Germain et de Saint Randoald ont, dans un premier temps, reposé avant d’être déplacés. L’église Saint-Pierre devient alors un lieu de pèlerinage en leur mémoire. Peu à peu, cette pratique se répand parmi le peuple, transformant l’église Saint-Pierre en une église funéraire entourée d’un cimetière.
En 1741, l'église Saint-Pierre est agrandie avant d'être définitivement démolie en 1863.

### Monastère
Ne disposant que de peu d'informations sur le monastère et ses dépendances, il est difficile de connaître leur emplacement exact. Mais des fouilles menées en 2008 et 2012 à la Rue Centrale ont permis d'identifier les bases d'un bâtiment prestigieux, peut-être également un palais abbatial, à la hauteur du chemin piéton menant au tribunal de Moutier (47° 16′ 47″ N, 7° 22′ 23″ E
).
Sa destruction remonte au début du XIe siècle, tout comme celle de l'église Saint-Germain.

### Église Saint-Germain
Une seconde église est fondée en 769. D’abord placée sous le patronage de la Vierge, elle adopte en 866 le vocable de Saint Germain. Elle succède probablement à l’église Saint-Pierre, devenue une église funéraire, en tant qu’église liturgique.
Détruite en même temps que le monastère au début du XIe siècle, elle ne laisse aucune trace permettant de la localiser avec certitude, bien qu’elle ait dû se situer à proximité immédiate de l’abbaye. À sa disparition, ses vocables sont transmis à la nouvelle église construite sur l’esplanade de Moutier : la collégiale.

### Collégiale Saint-Germain
L'église collégiale est édifiée à la fin du XIe siècle ou au début du XIIe siècle, lorsque les moines déplacent leur abbaye pour s'établir sur les hauteurs de Moutier (47° 16′ 50″ N, 7° 22′ 19″ E). D'architecture romane, elle est brûlée et restaurée plusieurs fois; gravement endommagée durant la guerre de Souabe en 1499, elle est reconstruite puis détruite en 1531 avant d'être à nouveau reconstruite. Désaffectée en 1534, dès l'adoption de la Réforme protestante, elle est d'abord utilisé comme temple puis abandonnée car les protestants utilisent déjà l'église Saint-Pierre. Le bâtiment tombe en ruines, endommagé par la foudre le 8 juin 1571. Toutefois, il demeure la propriété d'une famille prévôtoise, les Moschard. Enfin, une donation intervient entre le pasteur Henri-Louis Moschard et la paroisse réformée en mars 1858, stipulant l'obligation de restaurer et reconstruire la collégiale pour en faire un temple protestant. Elle est donc reconstruite entre 1859 et 1863.
La collégiale actuelle est construite très exactement sur les fondations de l'ancienne église Saint-Germain, dont il a repris les plans et en partie la volumétrie. En effet, en 1956, avant d'entreprendre la restauration de la collégiale, l'architecte Charles Kleiber fit faire quelques sondages sur les piliers. Et, sous le plâtre dont ils étaient recouverts, on vit apparaître de belles pierres de taille couronnées de chapiteaux anciens. Cette pierre put être retrouvée jusqu'à la frise courant de chaque côté de la nef. Ainsi, au siècle passé, on avait rebâti en utilisant les ruines de l'ancienne collégiale. Seule la tour à l'ouest avait été détruite tandis que l'abside centrale était reconstruite.

## Notoriété
La renommée de Moutier-Grandval s'étend à toute l'Europe, en tant que centre de science et de foi. L'école rattachée à l'abbaye, attirant des élèves venus d'horizons lointains, dispense notamment l'enseignement de l'écriture et de la médecine. Les onguents d'Ison, un religieux du couvent de Saint-Gall ayant séjourné à Moutier, se révèlent particulièrement efficaces contre les affections oculaires causées par la fumée des foyers. L'abbaye atteint alors un apogée culturel, dont témoigne la Bible de Moutier-Grandval.

## Organisation

### Abbés
- 640 - 675 : saint Germain de Trêves;
- 768 - 771 : Gundoaldus;

### Prévots
- 1120-1176 : Siginand (?-1176);
- 1176-1179 : Heinricus;
- 1200 : Arnoldus;
- 1234-1239 : Siginand II;
- 1243-1249 : Berthold de Ferrette (?-1230), évêque de Bâle de 1248 à 1262;
- 1249-1256 : Henri de Neuchâtel-Arconciel (?-1283);
- 1276 : Odo;
- 1286-1316 : Lüthold de Rötteln;
- 1315-1326 : Ulrich d’Aarberg-Valangin (?-1329);
- 1326-1349 : Walther d’Aarberg-Valangin (?-1349);
- 1349-1356 : Conrad Senn de Münsingen;
- 1359-1370 : Diebold Senn de Münsingen-Buchegg;
- 1377-1380 : Jean de Canel;
- 1380 : Thibaud de Rougemont;
- 1393-1399 : Hartmann Münch de Münchenstein;
- 1399 : Humbert de Neufchâtel;
- 1399-1427 : Jean de Villars (?-1427);
- 1427-1435 : Heinrich von Beinheim (1398-1460);
- 1435-1467 : Jean de Fleckenstein (?-1467);
- 1467-1474 : Jean Doerflinger (?-1474);
- 1475-1484 : Henri d'Ampringen (?-1484);
- 1484-1491 : Jean Pfyffer;
- 1484-1491 : Jean Meyer;
- 1485-1491 : Jean Dörflinger;
- 1485 : Conrad d’Ampringen;
- 1491-1506 : Jean Burckard (1450-1506);
- 1506 : Henri Goeldlin;
- 1506-1511 : Jean Lib (?-1553);
- 1511-1535 : Cornelius I de Lichtenfels (?-1535);
- 1536-1538 : Theobald Urs Oeuglin (?-1538);
- 1539-1564 : Cornelius II de Lichtenfels (?-1564);
- 1564-1577 : Philippe de Rambevaux;
- 1578-1589 : Jean Setterich (1535-1595);
- 1589-1607 : Jean-Henri Mellifer (?-1607);
- 1608 : Walter Juillerat (?-1608);
- 1608-1611 : Georges Varnier (?-1617);
- 1611-1614 : Jean Henri d’Ostein (1579-1646);
- 1614-1623 : Jacob Christophe Peutinger (?-1623);
- 1623-1660 : Jean Philippe de Vorburg (1596-1660);
- 1660-1662 : Jacques-Christophe Bajol (1585-1662);
- 1662-1687 : François de Rambévaux (?-1687);
- 1687-1703 : Jean-Werner Mahler (1636-1703);
- 1703-1711 : Jacob Wolfgang de Staal;
- 1711-1720 : Joseph François de Schnorff (1676-1750);
- 1720-1751 : Conrad-Marc-Antoine de Staal (1682-1751);
- 1751-1763 : François Xavier de Schnorff (1711-1795);
- 1763-1765 : François Jacques Joseph Chariatte (1700-1765);
- 1765-1789 : Joseph Sébastien de Mahler (1711-1789);
- 1789-1798 : Jean-Baptiste Buchenberger (1749-?).

## Trésors de saint Germain
Le chapitre de Moutier-Grandval hérite de l’abbaye d'un important trésor, dont il ne reste plus que quelques objets de valeur. Toujours mis en sûreté au cours des guerres qui dévastent le pays, les restes du trésors sont conservés dans l’église Saint-Marcel et au Musée jurassien d'art et d'histoire, à Delémont.

### Les reliques de saint Germain et de saint Randoald
Les squelettes de saint Germain et de saint Randoald, reposent jusqu’en 1530 dans un caveau situé sous et derrière le maître-autel de la l'église collégiale Saint-Germain de Moutier. En 1581, le corps de saint Germain est déposé dans une châsse d’argent doré, œuvre d’un orfèvre de Neuenburg am Rhein, tandis que le squelette de saint Randoald est placé dans une châsse de bois doré, réalisée par le peintre Simon de Saint-Hippolyte. En 1768, les deux reliques sont exposées à la vénération des fidèles dans deux niches vitrées. Aujourd’hui, elles demeurent visibles de part et d’autre du chœur de l’église Saint-Marcel, à Delémont.

### La Bible de Moutier-Grandval
Au IXe siècle, l'abbaye de Moutier-Grandval reçoit de l'abbaye Saint-Martin de Tours une bible enluminé et illustrée, confectionnée vers 835. Joyau d'art scriptuaire carolingien, elle comporte 449 folios en parchemin, soit 898 pages. En 1534, la Bible suit les religieux à Delémont, Moutier ayant adopté la Réforme protestante.
En 1792, avec l'arrivée des troupes révolutionnaires françaises, la Bible est abandonnée dans un grenier à Delémont, où des enfants la retrouvent en 1810. Elle est vendue pour 25 batz (environ 3,70 francs) puis cédée à un marchand bâlois, le 19 mars 1822, qui la revend 750 livres sterling au British Museum de Londres en 1836. Elle appartient depuis 1973 à la British Library.

### La crosse de Saint Germain

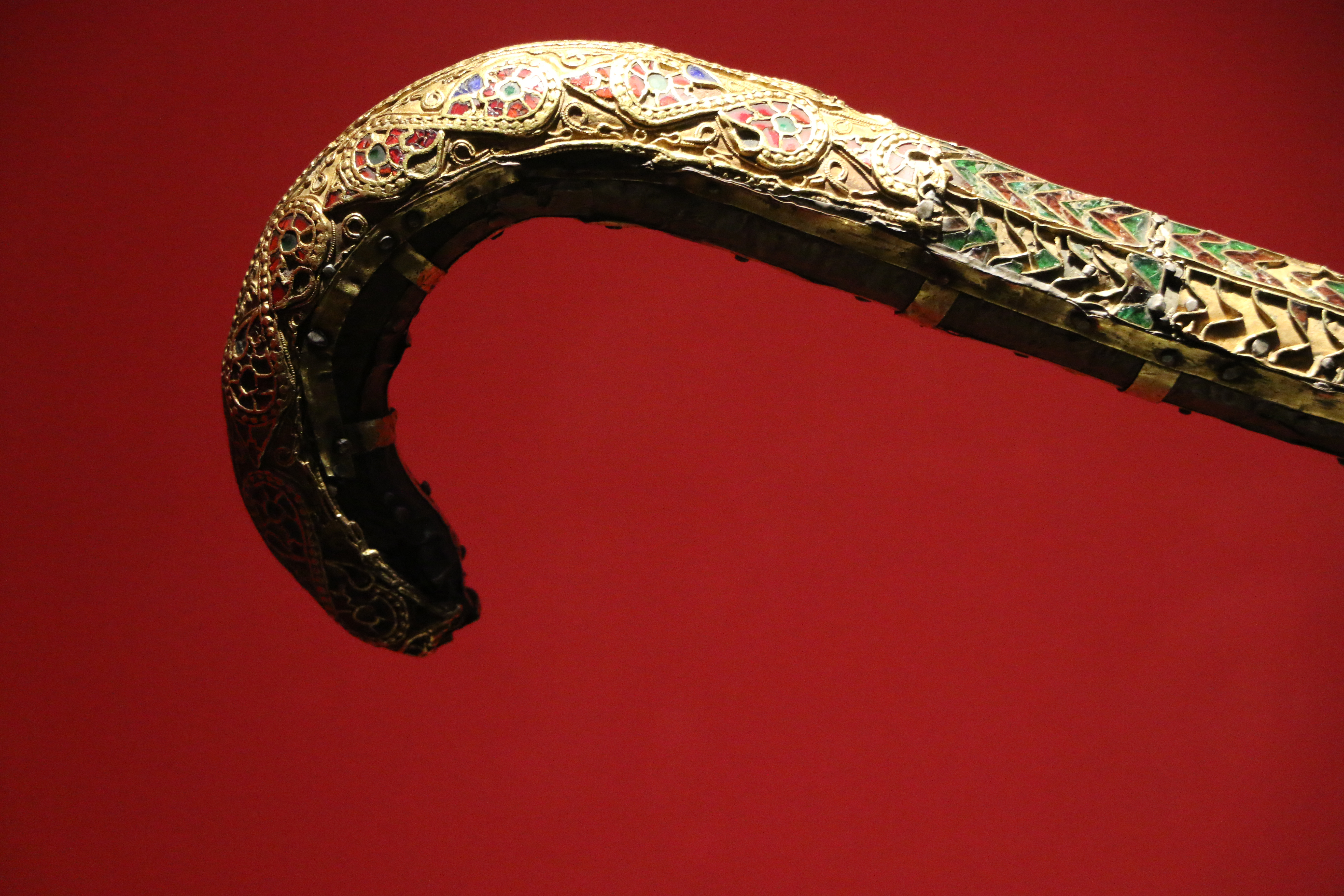
La crosse de Saint Germain.

La crosse de Saint Germain est un bâton en bois de coudrier dont sa partie supérieure se recourbe en bec-de-corbin. Il mesure 119 cm de long, avec un diamètre de 24 mm en haut, légèrement réduit vers la base. Son bois est entièrement revêtu de feuilles d’argent battu.

### Le calice dit de Saint Germain
Ce calice datant d'autour 1213, en argent doré, mesure 15 cm de hauteur. Son pied est orné d’une rosace, tandis que la coupe atteint un diamètre de 12,5 cm et la patène également à 12,5 cm.

### Les sandales de Saint Germain
« Elles sont bien dans le style des chaussures liturgiques de cette époque. Leur confection offre une particularité très remarquable, en ce sens que chaque sandale est formée d’une seule pièce de basane, découpée de telle sorte que cet unique morceau constitue la semelle, l’empeigne, les côtés et le quartier. Une croix est parfaitement tracée sur la languette des souliers de saint Germain. D’ailleurs, ces souliers ont été portés, mais rarement et sans doute sur un sol uni et sec. »

— Auguste Quiquerez, historien et archéologue
Ils ont appartenu à un individu de petite taille ou doté de petits pieds, puisqu’ils ne mesurent que 260 millimètres de long sur 94 de large. Ces dimensions correspondent exactement à la taille et à la morphologie du squelette.

## Fouilles archéologiques
Les premières fouilles effectuées en 1859 par Auguste Quiquerez permettent de découvrir des vestiges à la Rue Centrale, dans les caves de l'ancien Hôtel du Cerf. D'autres fouilles effectuées également par Auguste Quiquerez mais en 1873 permettent de découvrir plusieurs sarcophages en calcaire et en tuf, ce qui laisse supposer que Saint Germain y a été inhumé, comme le rapporte le moine Bobolène dans sa Vita Sancti Germani. Treize tombes sont dégagées : cinq au moins sont orientées au nord, les autres à l'est. Un sarcophage placé devant l'abside renferme un corps portant un vêtement orné de paillettes d'or, peut-être celui d'un haut dignitaire religieux. D'autres tombes découvertes à l'extérieur de l'église suggèrent l'existence d'un cimetière.